# Municipio de Cedar Creek (condado de Lake)
El municipio de Cedar Creek (en inglés: Cedar Creek Township) es un municipio ubicado en el condado de Lake en el estado estadounidense de Indiana. En el año 2010 tenía una población de 12097 habitantes y una densidad poblacional de 77,11 personas por km².

## Geografía
El municipio de Cedar Creek se encuentra ubicado en las coordenadas 41°16′3″N 87°22′55″O / 41.26750, -87.38194. Según la Oficina del Censo de los Estados Unidos, el municipio tiene una superficie total de 156.88 km², de la cual 155.44 km² corresponden a tierra firme y (0.92%) 1.44 km² es agua.

## Demografía
Según el censo de 2010, había 12097 personas residiendo en el municipio de Cedar Creek. La densidad de población era de 77,11 hab./km². De los 12097 habitantes, el municipio de Cedar Creek estaba compuesto por el 95.92% blancos, el 0.47% eran afroamericanos, el 0.29% eran amerindios, el 0.31% eran asiáticos, el 0.04% eran isleños del Pacífico, el 1.67% eran de otras razas y el 1.31% pertenecían a dos o más razas. Del total de la población el 5.95% eran hispanos o latinos de cualquier raza.